# Jules Dassin
Jules Dassin (Middletown, Connecticut, 18 de dezembro de 1911  — Atenas, 31 de março de 2008) foi um cineasta norte-americano, conhecido principalmente pela direção dos filmes Brute Force, The Naked City e Thieves' Highway.
O reconhecimento do seu trabalho como cineasta não impediu que o comité de actividades antiamericanas, presidido pelo senador Joseph McCarthy, incluísse seu nome na Lista Negra de Hollywood em 1952.
A acusação forçou-o a se exilar em Atenas em 1959, com a então esposa, a actriz grega Melina Mercouri, falecida em 1994.
Morreu aos 96 anos em Atenas, Grécia, devido a complicações causadas por uma gripe.

## Filmografia
- The Tell-Tale Heart (1941)
- Nazi Agent (1942)
- The Affairs of Martha (1942)
- Reunion in France (1942)
- Young Ideas (1943)
- The Canterville Ghost (1944)
- Two Smart People (1946)
- A Letter for Evie (1946)
- Brute Force (1947)
- The Naked City (1948)
- Thieves' Highway (1949)
- Night and the City (1950)
- Du rififi chez les hommes (1955)
- Celui qui doit mourir (1957)
- La legge (1959)
- Pote tin Kyriaki (Never on Sunday) (1960)
- Phaedra (1962)
- Topkapi (1964)
- 10:30 P.M. Summer (1966)
- Hamilchama al hashalom (1968)
- Up Tight! (1968)
- Promise at Dawn (1970)
- The Rehearsal (1974)
- Kravgi gynaikon (A Dream of Passion) (1978)
- Circle of Two (1980)